# Перелік авіаційно-космічних памʼятників в Україні по областях

## Перелік авіаційно-космічних памʼятників в Україні по областях

### Вінницька область
| Зображення | Тип | Бортовий номер | Локація                                                                    |
| ---------- | --- | -------------- | -------------------------------------------------------------------------- |
|            | Літаки: Л-39 «Альбатрос», МіГ-15, МіГ-21ПФМ, МіГ-23МЛД, МіГ-25РБС, МіГ-27К, МіГ-29, Су-15ТМ, Су-17м3, Су-24, Су-25, Су-27, Як-11, Як-28ПП, Як-38М Гелікоптери: Мі-2, Мі-8Т, Мі-24, Ка-27ПЛ БПЛА: Ту-141 «Стриж», Ту-143 «Рейс» |                | Музей Повітряних сил Збройних сил України, м. Вінниця, вул. Стрілецька 105 |
|            | МіГ-15 | 77             | Вінниця, проспект Космонавтів                                              |
|            | МіГ-21ПФМ | 98             | Вінниця, площа Перемоги                                                    |
|            | Ан-12 | 36             | с. Високе, Томашпольский район                                             |
|            | Су-7 |                | с. Пултовці на территориі військової, Вінницький район                     |
|            | МіГ-15 | 72             | Бершадь                                                                    |
|            | МіГ-15 | 94             | Гайсин                                                                     |
|            | Су-7Б |                | Оратов, Оратівский район                                                   |
|            | Су-7Б |                | с. Мазурівка, Могилів-Подільский район                                     |
|            | Як-28 | 05             | Вапнярка, Тульчинський район                                               |
|            | Як-28 |                | Шпиків, Тульчинський район                                                 |

### Волинська область
| Зображення | Тип                                                     | Бортовий номер | Локація                                                                         |
| ---------- | ------------------------------------------------------- | -------------- | ------------------------------------------------------------------------------- |
|            | Літаки: Ан-2, МіГ-23П, Су-7Б, Су-24М Гелікоптери: Мі-8Т |                | Волинський регіональний музей українського війська та військової техніки, Луцьк |
|            | Іл-18Б                                                  | CCCP-75659     | Луцьк, проспет Молоді                                                           |
|            | Су-24                                                   |                | Луцький ремонтний завод, Луцьк                                                  |

### Дніпропетровська область
| Зображення | Тип | Бортовий номер | Локація                                                                         |
| ---------- | --- | --- | ------------------------------------------------------------------------------- |
|            | МіГ-17                                                                                                   | 68 | Аеродром Камʼянка, раніше біля Діорами                                          |
|            | ПУ С-125                                                                                                 | | Біля Діорами                                                                    |
|            | Ракети: 8К11, 8К99, Циклон-3»                                                                            | | Дніпро, пр.Лесі Українки                                                        |
|            | Транспортно-пусковий контейнер від Р-36М (15А18М) Транспортно-пусковий контейнер від УР-100 (15А15) 8К63 | | Територія ПМЗ                                                                   |
|            | Ракети: 15А15 і ії ТПК 15А16 8К99 11К63 "Космос"                                                         | | Майданчик НЦАОМ ім.Макарова                                                     |
|            | Літаки: МіГ-17 Ракети: С-75 "Двіна"                                                                      | 19 | с. Вербки, Павлоградський район                                                 |
|            | МіГ-19ПМ                                                                                                 | 06 | Верхньодніпровськ                                                               |
|            | МіГ-19С                                                                                                  | Був 93 після того як вандали розбили скло кабіни був змінений на 01 ещё 01                                                                                 | Камʼянське                                                                      |
|            | МіГ-19ПМ                                                                                                 | 01 | Дніпро, на вʼїзді у авіамістечко, памятник пілотам 933-винищувального авіаполку |
|            | МіГ-19ПМ                                                                                                 | 81 | Дніпро, Сонячна набережна                                                       |
|            | МіГ-17                                                                                                   | без б/н | Нікополь                                                                        |
|            | МіГ-21ПФ                                                                                                 | 01 | Самар                                                                           |
|            | Л-29 | 07 | Марганець                                                                       |
|            | МіГ-21                                                                                                   | | с. Лихівка                                                                      |
|            | МіГ-21                                                                                                   | 17 | Перещепине, Самарівський район                                                  |
|            | МіГ-21                                                                                                   | 089 | Біля м. Пятихатки, в бік Жовтих Вод                                             |
|            | МіГ-21                                                                                                   | 117 | Кринички, Криничанский район                                                    |
|            | Су-15 | 85 | Кривий Ріг, вул. Соборноств 77, КЗПО "Клуб "Юний авіатор"                       |
|            | Як-40 | СССР-87734 | Кривий Ріг                                                                      |
|            | Літаки: Ан-12, Ан-26, Ту-114, Ту-134, Ту-154Б, Як-40, Як-42 Гелікоптери: Мі-8Т                           | CCCP-11344, CCCP-47754, CCCP-26575, СССР-11066, СССР-25275, CCCP-76485, CCCP-65615, СССР-85040, СССР-85131, СССР-85149, СССР-87766, СССР-87773, CCCP-42533 | Кривий Ріг, Музей історії авіації, навчальна площадка Криворізького коледжу НАУ |

### Донецька область
| Зображення | Тип          | Бортовий номер | Локація                                                                                    |
| ---------- | ------------ | -------------- | ------------------------------------------------------------------------------------------ |
|            | МіГ-19ПМ     | 62             | Донецьк, біля Донецького Аеропорту                                                         |
|            | Л-29         | 070            | Донецьк, біля авіаклубу ОСОАВИАХИМ-ДОСААФ-ОСОУ, вул. Овнатаняна 16А                        |
|            | МіГ-17       | 05             | Сніжне, біля вул. Гагаріна 26                                                              |
|            | МіГ-17       |                | Єнакієве, сквер на перехресті пр. Берегового та вул. Марченко                              |
|            | МіГ-19ПМ     | 19             | Авдіївка, меморіал біля ПК пр. Центральний 28                                              |
|            | МіГ-19С      | 08             | Харцизськ, перехрестя бул. Полупанова та вул Андрія Чмака                                  |
|            | Іл-12Т       | СССР-73951     | с. Звитяжне, Старобешевського району. На території піонерського лагеря                     |
|            | МіГ-17Ф      | 83             | Маріуполь                                                                                  |
|            | МіГ-17       | 103            | с. Бойковське, Кальміуський район                                                          |
|            | МіГ-17Ф      | 77             | Новоазовськ, Кальміуський район, Комсомольска площа                                        |
|            | Як-40, Мі-8Т | СССР-87721     | Словʼянськ, Біля Словʼянського фахового коледжу НАУ                                        |
|            | Су-15УМ      |                | Добропілля, бул.Тараса Шевченка                                                            |
|            | МіГ-21ФЛ     | 143            | Вуглегірськ                                                                                |
|            | МіГ-15УТІ    |                | Дружківка                                                                                  |
|            | МіГ-17ПФ     | 73             | Краматорськ, перехрестя вул. Паркової та Ярослава мудрого, біля Центру позашкільної роботи |
|            | МіГ-17       | 125            | Бахмут                                                                                     |
|            | МіГ-17       | 63             | Селідове                                                                                   |
|            | МіГ-15УТІ    | 89             | Нью-Йорк, Торецька міська громада, прохідна колишнього Машинобудівного заводу              |

### Житомирська область
| Зображення | Тип                             | Бортовий номер | Локація                                                      |
| ---------- | ------------------------------- | -------------- | ------------------------------------------------------------ |
|            | Ракети: Р-5 (8A62), Р-12 (8К63) |                | Житомир, Музей космонавтики ім. С.П Корольова                |
|            | Су-9                            | 131            | Житомир, Житомирський військовий інститут ім. С.П. Корольова |
|            | Ту-104                          | СССР-42387     | Житомир, парк Гагаріна                                       |
|            | МіГ-15УТІ                       | 25             | Житомир, вул. Черняховського, парк 30-річчя Перемоги         |
|            | Ту-22К                          | 07             | с. Озерне, Житомирський район                                |
|            | МіГ-23МЛД                       | 01             | с. Озерне, Житомирський район                                |
|            | Су-7Б                           | 32             | Овруч                                                        |
|            | МіГ-19ПМ                        |                | Звягель                                                      |

### Запорізька область
| Зображення | Тип                                             | Бортовий номер | Локація |
| ---------- | ----------------------------------------------- | -------------- | --- |
|            | Макет Ла-11                                     | 02             | Запоріжжя, бул. Тараса Шевченка                                                                                  |
|            | Мі-24В                                          | 16             | Запоріжжя, парк ім. Клімова                                                                                      |
|            | Л-29                                            | 38             | Запоріжжя, вул. Академіка Федора Муравченка, біля головного корпуса Запорізького авіаційного коледжа ім. Івченко |
|            | МіГ-25ПД, МіГ-25ПДС, МіГ-25ПУ, МіГ-25РБТ, Су-17 |                | Запоріжжя, ДАРЗ "МіГремонт"                                                                                      |
|            | МіГ-17                                          |                | Бердянськ |
|            | Л-29                                            |                | Вільнянськ, площа Фестивальна                                                                                    |
|            | Су-17М4                                         | 71             | Енергодар, парк Перемоги                                                                                         |
|            | МіГ-25ПДС                                       | 17             | Енергодар, парк Перемоги                                                                                         |
|            | Л-29                                            | 01             | с. Широке |
|            | МіГ-15УТІ                                       |                | Осипенко, Бердянський район                                                                                      |
|            | МіГ-19                                          | 01             | Плодородне, Мелітопольский район                                                                                 |

### Івано-Франківська область
| Зображення | Тип     | Бортовий номер | Локація                     |
| ---------- | ------- | -------------- | --------------------------- |
|            | МіГ-21Ф | 09             | Делятин, військовий городок |

### Київ
| Зображення | Тип | Бортовий номер | Локація |
| ---------- | --- | -------------- | --- |
|            | Літаки: Виріб 181, Аэро Л-29, Аэро Л-39, Анатра «Анасаль», Ан-2, Ан-24, Ан-24Б, Ан-26, Ан-71, Бе-6, Бе-12, Іл-14Г, Іл-18А, Іл-62М, Іл-76, Іл-86, МіГ-15УТІ, МіГ-17Ф, МіГ-19ПМ, МіГ-21М, МіГ-21ПФМ, МіГ-23БМ, МіГ-23МЛ, МіГ-25РБ, МіГ-27К, МіГ-29, МіГ-29А, Су-7Б, Су-15ТМ, Су-15УМ, Су-17, Су-20, Су-24, Су-25, Ту-22М0, Ту-22М2, Ту-22М3, Ту-104, Ту-134А, Ту-134УБЛ, Ту-142МЗ, Ту-154, Як-3, Як-18ПМ, Як-28У, Як-38, Як-40 Гелікоптери: Мі-1М, Мі-2, Мі-4М, Мі-6А, Мі-8МТ, Мі-8ТП, Мі-14ПЛ, Мі-24А, Мі-24Д, Мі-26, Ка-25ПЛ, Ка-26, Ка-27ПЛ БПЛА: Ту-141 «Стриж», Ту-143 «Рейс» |                | Державний музей авіації України, вул. Медова 1                                                                  |
|            | Літаки: Ан-2, Ан-24, Ан-26, АНТ-7, Л-410МУ, Ту-154, Як-42 Гелікоптери: Мі-2, Мі-4А, Мі-8Т, Ка-26 |                | Учбовий ангар НАУ, пр. Любомира Гузара 1, корпус 11                                                             |
|            | Літаки: МіГ-17, МіГ-21, МіГ-23М, Ли-2, Як-9 Гелікоптери: Мі-24В |                | Національний музей історії України у Другій світовій війні. Меморіальний комплекс, вул. Лаврська 24             |
|            | Літаки: МіГ-23С, МіГ-23БН, МіГ-29 Гелікоптери: Мі-24Д |                | Національний військово-історичний музей України, оглядовий майданчик Національного університету оборони України |
|            | МіГ-17 | 08             | Печерський район, біля школи №5                                                                                 |
|            | МіГ-21 |                | Вул. Березняковська, біля школи № 228                                                                           |
|            | Мі-2 | UR-PBC         | Київський політехнічний інститут імені Ігоря Сікорського                                                        |
|            | Як-40 | UR-87685       | Київський політехнічний інститут імені Ігоря Сікорського                                                        |
|            | Ан-24Б | UR-47287       | Аеропорт "Київ"                                                                                                 |
|            | Ан-2 | UA-01453       | Серійний завод «Антонов», просп. Берестейський, 100/1                                                           |
|            | Ан-26 | UR-26194       | НАУ |
|            | Макет Ту-2 | без б/н        | Кіностудія FILM.UA                                                                                              |

### Київська область
| Зображення | Тип      | Бортовий номер | Локація                                                                        |
| ---------- | -------- | -------------- | ------------------------------------------------------------------------------ |
|            | Ту-95У   | 51             | Узіи, на території колишньої авіабази                                          |
|            | Ту-16    | 40             | Біла Церква, на території колишньої авіабази                                   |
|            | МіГ-21ПФ | 22             | Біла Церква                                                                    |
|            | Ан-2     |                | Гостомель                                                                      |
|            | Ан-2     | ARP410         | Березань                                                                       |
|            | МіГ-15   | 58             | Бровари, парк Перемоги                                                         |
|            | МіГ-21   | 24             | Васильків, ул. Декабристів 40, біля прохідної Васильківського фахового коледжу |
|            | МіГ-19С  | 01             | Васильків, на території аеродрома                                              |
|            | Ан-2     |                | Переяслав, Музей народної архітектури та побуту Середньої Наддніпрянщини       |
|            | МіГ-15   | 36             | Переяслав, алея Слави                                                          |
|            | МіГ-21   | 32             | Вінницькі Стави, Васильківський район                                          |
|            | Су-7БМ   |                | с. Богданівка, Васильківський район                                            |
|            | Су-25    |                | г. Боярка, КВЛ ім. і. Богуна                                                   |
|            | Ка-26    |                | Траса Киев-Одесса, біля с. Гребінки                                            |
|            | Іл-62    |                | Глеваха, біля аеродрома «Васильків»                                            |
|            | МіГ-17   |                | с. Макарів, Бучанський район                                                   |
|            | Як-52    |                | Аеродром Чайка, Святошино                                                      |

### Кировоградська область
| Зображення | Тип                         | Бортовий номер | Локація                                           |
| ---------- | --------------------------- | -------------- | ------------------------------------------------- |
|            | Ан-24, Іл-28, МіГ-21, Як-40 |                | Кропівницький, Алея авіаторів                     |
|            | Л-410                       | UR-67417       | Кропивницьки, Українська Державна Льотна Академія |
|            | МіГ-19ПМ                    |                | Світловодськ, Приморський свер                    |
|            | МіГ-15                      | без б/н        | Долинська                                         |

### Автономна Республіка Крим
| Зображення | Тип       | Бортовий номер | Локація                                                         |
| ---------- | --------- | -------------- | --------------------------------------------------------------- |
|            | Як-50     | 51             | Симферополь, Симферопольский авіаспортивний клуб                |
|            | Як-3      |                | Алушта, територия готеля «Сказка» (колишня дача А. С. Яковлєва) |
|            | МіГ-17ПФ  |                | Авіабаза Гвардійське                                            |
|            | Як-38У    | 05             | Саки, пгт Ново-Фёдоровка                                        |
|            | МіГ-17    | 11             | Саки, Ново-Федорівка                                            |
|            | А-13      | 06             | Коктебель, вул. Леніна 124, ТОСК «Приморьє»                     |
|            | Ан-24     | СCCP-46793     | Коктебель, пансіонат «Блакитний залив»                          |
|            | МіГ-17    | 115            | Армянськ                                                        |
|            | МіГ-17    | 70             | Євпаторія                                                       |
|            | Іл-14П    | 70             | Євпаторія                                                       |
|            | Як-38     | 55             | Євпаторія                                                       |
|            | Як-38     | 58             | Євпаторія                                                       |
|            | МіГ-21ПФМ | 077            | Євпаторія, Заозерне                                             |
|            | МіГ-17    | 69             | Євпаторія, Мирний                                               |
|            | Ка-29     | 79             | Феодосія, Приморський                                           |
|            | Іл-28     |                | Чакйине, Джанкойський район                                     |
|            | Іл-28     | 26             | Вільне, Джанкойський район                                      |

### Луганська область
| Зображення | Тип | Бортовий номер | Локація                                                                     |
| ---------- | --- | -------------- | --------------------------------------------------------------------------- |
|            | Літаки: Ан-14, Ан-26Ш, Аэро Л-29, Аэро Л-39, Бе-12, Іл-12, Іл-38, Іл-76МД, МіГ-15УТІ, МіГ-17, МіГ-19, МіГ-21Ф, МіГ-21БИС, МіГ-21У, МіГ-23, МіГ-25, МіГ-27М, МіГ-29, Су-7БМ, Су-15, Су-17М2, Су-25, Т-6 (прототип Су-24), T-10 (прототип Су-27), Ту-124Ш, Ту-142, Х-32 Бекас, Як-18, Як-28Б, Як-38У Гелікоптери: Ка-25ПЛ, Ка-27, Мі-2, Мі-4, Мі-6, Мі-8Т, Мі-24К, Мі-24Р БПЛА: Ту-141 «Стриж» |                | Авіаційно-технічний музей, Луганськ, вул. Гостра Могила 180                 |
|            | Л-29 | 01             | Луганськ, колишній Луганський Авіацентр                                     |
|            | МіГ-21Ф-13 | 01             | Луганськ, на площі перед КПП ВВАУШ                                          |
|            | Л-29 | 111            | Лисичанськ, район РТІ                                                       |
|            | МіГ-19 |                | Хрустальний, перехрестя Луганського шосе і вул. Вільного                    |
|            | МіГ-19 |                | Ровеньки, вхід у парк Героїв, перехрестя вул. Карла Маркса і вул. 8 березня |
|            | МіГ-15 | 01             | с. Щедрищеве, Северодонецьк, піонерський лагерь ім. Ю.Гагаріна              |
|            | Як-18У | 07             | с. Щедрищеве, Северодонецьк, піонерський лагерь ім. Ю.Гагаріна              |
|            | Л-29 | 05             | Олексіївка, Щастинський район                                               |
|            | МіГ-21ПФ |                | Сорокине, на вїзді у місто з боку Луганська                                 |

### Львівська область
| Зображення | Тип    | Бортовий номер | Локація                            |
| ---------- | ------ | -------------- | ---------------------------------- |
|            | МіГ-21 | 70             | Львів, ЛДАРЗ                       |
|            | Мі-2   | без б/н        | Трускавець, вул. Данила Галицького |

### Миколаївська область
| Зображення | Тип       | Бортовий номер | Локація                                      |
| ---------- | --------- | -------------- | -------------------------------------------- |
|            | Ту-16     | 01             | Миколаїв, Кульбакине                         |
|            | Як-38     | без б/н        | Миколаїв, дитячий оздоровчий центр "Дельфін" |
|            | МіГ-15УТІ | 88             | Миколаїв, Кульбакине                         |
|            | Ту-142    | 31             | Миколаїв, Кульбакине                         |
|            | МіГ-19П   | 01             | Миколаїв, біля аеропорту                     |
|            | Іл-18     |                | Миколаїв, пр. Богоявленський                 |
|            | Мі-8Т     | 46             | Південноукраїнськ, Меморіальний комплекс     |
|            | Су-24     | 02             | Південноукраїнськ, Меморіальний комплекс     |

### Одеська область
| Зображення | Тип                                | Бортовий номер | Локація                                         |
| ---------- | ---------------------------------- | -------------- | ----------------------------------------------- |
|            | І-16                               | 100            | Одеса, Меморіал оборони Одеси                   |
|            | Су-15                              | 01             | Одеса, Військово-історичний музей               |
|            | Як-28Р                             | без б/н        | Одеса, Куяльниківський ліман                    |
|            | МіГ-21 и С-75                      | 71             | с. Таірово, Одеська область                     |
|            | МіГ-23УБ, Анатра "Анасаль" (макет) | 03             | Одеса, авіаремонтний завод "Одесаавіаремсервіс" |
|            | Су-17УМ3                           | 61             | Одеса, авіаремонтний завод "Одесаавіаремсервіс" |
|            | Су-17УМ3                           | 63             | Одеса, авіаремонтний завод "Одесаавіаремсервіс" |
|            | МіГ-15УТІ                          | 30             | Роздільна                                       |
|            | МіГ-21УТИ                          | 05             | с. Авангард, Овідіопольский район               |
|            | МіГ-23                             | без б/н        | с. Лиманське, по дорозі до аеропорту Лиманське  |
|            | Су-15                              | 05             | Лісне, Болградський район, біля могили П. Зубко |
|            | МіГ-15УТІ                          | 20             | с. Знамʼянка, Березівський район                |
|            | МіГ-19ПМ, МіГ-21УМ, МіГ-23         |                | Ілічанка, Одеський район                        |
|            | МіГ-23                             | 43             | Одеса, військова частина біля аеропорту         |
|            | Як-28                              | б/н            | с. Маринівка (46°45'17.68" 30°32'3.06")         |

### Полтавська область
| Зображення | Тип                                                                             | Бортовий номер    | Локація                                       |
| ---------- | ------------------------------------------------------------------------------- | ----------------- | --------------------------------------------- |
|            | Ан-2, Су-15УМ, Ту-16К, Ту-22КП, Ту-22М3, Ту-95МС, Ту-134УБЛ, Ту-160, Мі-2, Мі-8 |                   | Полтава, Музей важкої бомбардувальної авіації |
|            | Лет Л-410УВП                                                                    | UR-67198          | Полтава, навчальний центр МВС                 |
|            | МіГ-23МЛД                                                                       | 25                | Кременчук, Парк Миру                          |
|            | МіГ-21СМ                                                                        | 01                | Миргород, Авіагородок 831-го ВАП              |
|            | МіГ-21                                                                          | 113               | с. Оржиця, Оржицький район                    |
|            | Мі-2, Мі-8                                                                      | UR-23535 UR-22622 | Кременчуг, територія Льотного Коледжа         |

### Рівенська область
| Зображення | Тип     | Бортовий номер | Локація                  |
| ---------- | ------- | -------------- | ------------------------ |
|            | Як-50   |                | Рівне, Краєзнавчий музей |
|            | МіГ-15  | 79             | Сарни, траса Київ-Ковель |
|            | МіГ-19П |                | Дубно, вʼїзд у місто     |

### Севастополь
| Зображення | Тип       | Бортовий номер | Локація |
| ---------- | --------- | -------------- | --- |
|            | Як-38У    | 03             | Військово-історичний комплекс «Михайлівська батарея» (філія Національного військово-історичного музея України) |
|            | Як-38     | 67             | Військово-історичний комплекс «Михайлівська батарея» (філія Національного військово-історичного музея України) |
|            | МіГ-19    | 29             | пр. Генерала Острякова, дім 19                                                                                 |
|            | МіГ-19ПМ  | 19             | Аеродром Бельбек                                                                                               |
|            | МіГ-15УТІ | 01             | Аеродром Бельбек                                                                                               |
|            | Ка-25ПЛ   |                | Севастопольский вертолітний завод                                                                              |

### Сумська область
| Зображення | Тип                                                                         | Бортовий номер | Локація                                                                                            |
| ---------- | --------------------------------------------------------------------------- | -------------- | -------------------------------------------------------------------------------------------------- |
|            | Літаки: Л-39 Гелікоптери: Мі-1, Мі-2, Мі-8Т, Мі-24А, Мі-24В, Мі-22 (Мі-6-я) |                | Конотоп, Конотопський музей авіації                                                                |
|            | Літаки: Ан-2, МіГ-23, МіГ-27 Гелікоптери: Мі-8 БПЛА: Ту-143                 |                | Музей партизанської слави «Спадщанський ліс»                                                       |
|            | МіГ-23                                                                      | 57             | Суми, вул.Герасіма Кондратьєва, біля колишнього Військового інститута ракетних військ та артилерії |
|            | МіГ-17                                                                      | 89             | Суми, біля колишнього Клубу юних техніків                                                          |
|            | Aero L-29 Delfin                                                            | 18             | Суми, Парк культури та відпочинку імені І. М. Кожедуба                                             |
|            | МіГ-21                                                                      | 49             | с. Ображі́ївка                                                                                      |
|            | МіГ-21                                                                      | 01             | Шостка, біля Музея І. Н. Кожедуба                                                                  |
|            | МіГ-15                                                                      |                | с. Слоут, Шосткинський район                                                                       |
|            | Л-29                                                                        |                | с. Куземин, Грунська громада, Охтирський район                                                     |

### Тернопільска область
| Зображення | Тип    | Бортовий номер | Локація                                   |
| ---------- | ------ | -------------- | ----------------------------------------- |
|            | МіГ-15 | 40             | Тернопіль, парк Національного Відродження |

### Харківська область
| Зображення | Тип | Бортовий номер | Локація                                                                              |
| ---------- | --- | -------------- | ------------------------------------------------------------------------------------ |
|            | Літаки: МіГ-29, Су-25 Гелікоптери: Мі-2, Мі-8, Мі-24, Мі-26 БПЛА: Ту-143                                                                                         |                | Харків, Харківський національний університет Повітряних сил імені Івана Кожедуба     |
|            | Літаки: МіГ-21, МіГ-23, МіГ-27, Су-17 Гелікоптери: Мі-1, Мі-2, Мі-8                                                                                              |                | Аеродром "Коротич"                                                                   |
|            | Літаки: МіГ-15, МіГ-17, МіГ-19ПМ, МіГ-21Ф, МіГ-23М, МіГ-23С, Іл-18, Лет Л-410УВП, Су-7Б, По-2, Як-25, Як-38 Гелікоптери: Мі-1, Мі-8Т, Мі-24Д, Ка-25 БПЛА: Ла-17К |                | Харків, ХАІ                                                                          |
|            | Літаки: МіГ-15УТІ, Ту-104, Ту-124, Ту-134, Як-18А БПЛА: Ту-141 «Стриж»                                                                                           |                | Харків, музей Харківського авіаційного заводу                                        |
|            | МіГ-21ПФ | 24             | Харків, вул. Семінарська 57, біля колишнім гуртожитком ХВВАІУ                        |
|            | МіГ-21ПФ | 135            | Харків, вул. Клочковська, біля колишнім авіаційним коледжем радіоелектроніки ХВВАУРЕ |
|            | МіГ-19С |                | Харків, ул. Спортивна 9 (у дворі гуртожитка ПТУ-32)                                  |
|            | МіГ-21 |                | Харків, біля колишнього Інституту Льотчиків, вул Тархова                             |
|            | МіГ-21Ф-13 | без б/н        | Лозова, парк Перемоги                                                                |
|            | МіГ-21ПФ | 70             | Чугуїв, на вʼїзді у місто (біля колишнього КПП ХВВАУЛ)                               |
|            | МіГ-21ПФ | 111            | Дергачі                                                                              |
|            | МіГ-21ПФ | 04             | с. Ківшарівка, Купянський район                                                      |
|            | МіГ-21бис |                | с. Коломак, Богодухівський район                                                     |
|            | Л-29 | 39             | Вовчанськ                                                                            |
|            | МіГ-19 | 41             | Краснокутськ, Богодухівський район                                                   |
|            | Су-7БМ | 06             | Берестин                                                                             |

### Херсонська область
| Зображення | Тип      | Бортовий номер | Локація                                                  |
| ---------- | -------- | -------------- | -------------------------------------------------------- |
|            | МіГ-17   | 23             | Роздольне, Каховський район                              |
|            | МіГ-21ПФ |                | с. Асканія-Нова, Каховський район                        |
|            | МіГ-19ПМ | без б/н        | с. Чорнобаївка, Херсонський район                        |
|            | Су-9     | 34             | Оздоровчий комплекс ім. Комарова В.М, Арабатська Стрілка |

### Хмельницька область
| Зображення | Тип      | Бортовий номер | Локація                                  |
| ---------- | -------- | -------------- | ---------------------------------------- |
|            | Ту-143   |                | Хмельницький, біля КПП в/ч А3808         |
|            | МіГ-19ПМ | 30             | Старокостянтинів                         |
|            | Су-7БМ   |                | с. Сахнівці, Старокостянтинівський район |

### Черкаська область
| Зображення | Тип     | Бортовий номер | Локація                                                    |
| ---------- | ------- | -------------- | ---------------------------------------------------------- |
|            | Су-7БКЛ | 01             | Черкаси, парк 30-річчя Перемоги                            |
|            | МіГ-19  |                | Умань                                                      |
|            | Су-7БМ  |                | с. Нехайки, Драбівський район                              |
|            | МіГ-21  | 165            | Бабанка, Уманьский район                                   |
|            | МіГ-17  | 55             | Корсунь-Шевченківський, музей Корсунь-Шевченківської битви |
|            | Ан-2    | СССР-19723     | с. Прохорівка, Канівський район, база відпочинку           |
|            | МіГ-17  | 80             | с. Прохорівка, Канівський район, база відпочинку           |

### Чернигівська область
| Зображення | Тип                                                                 | Бортовий номер | Локація                                            |
| ---------- | ------------------------------------------------------------------- | -------------- | -------------------------------------------------- |
|            | Ту-16                                                               | 21             | Прилуки, територія колишньої авіабази              |
|            | Л-29, Л-39, МіГ-15УТІ, МіГ-17, МіГ-21У, МіГ-21ПФ, МіГ-23УБ, МіГ-23М |                | Музей авіації та космонавтики Чернігівщини         |
|            | МіГ-21Ф                                                             | 01             | Чернігів, прохідна колишнього ЧВВАУЛ               |
|            | МіГ-17ПФ                                                            |                | с. Короп, Коропський район                         |
|            | МіГ-23М                                                             | 21             | Сновськ, біля гідропарка                           |
|            | Л-29                                                                | 45             | Городня, біля колишньої авіабази 703-го УАП ЧВВАУЛ |
|            | МіГ-21ПФ                                                            | 157            | Мена                                               |
|            | Су-7БМ                                                              | 02             | Корюківка, вхід у центральний парк                 |

## Памятники, що не збереглись або були зруйновані
| Зображення | Тип                                        | Бортовий номер | Локація |
| ---------- | ------------------------------------------ | -------------- | --- |
|            | Ту-16                                      | 54             | Київ, аеропорт Київ                                                                                               |
|            | Ту-16                                      |                | Тернопіль, Парк Культури і Відпочинку. Розрізаний наприкінці 1990-х                                               |
|            | Ту-16                                      | 13             | Кропівницький, аеродном. Розрізаний в 2001 р.                                                                     |
|            | Ан-12                                      |                | Луганськ, сквер Молодої гвардії. Згорів у 2011 році                                                               |
|            | Іл-14                                      |                | Старокостянтинів                                                                                                  |
|            | Іл-18В                                     | СССР-75567     | Євпаторія, парк Соколова (совр.). Розрізаний.                                                                     |
|            | Як-40                                      | СССР-87609     | Першотравенськ. Згорів у ніч с 30 на 31 жовтня 2012 года.                                                         |
|            | Ан-10А                                     | СССР-11143     | Харків, ПКіВ ім 50-річчя створення СОСР. Підпалений і розібраний 1994 году.                                       |
|            | Мі-4                                       |                | Харків, ХАІ. Розрізаний на початку 90-х.р.                                                                        |
|            | Ту-104Б                                    | СССР-42477     | Розрізаний у 2000 році.                                                                                           |
|            | Ту-110                                     | СССР-Л5600     | Київ, Аеропорт "Київ". Розрізаний у 1984 році.                                                                    |
|            | Ан-10                                      | СССР-11139     | Київ, сквер біля Севастопольскої площі. Розрізаний у 1994 році.                                                   |
|            | Ан-10А                                     | СССР-11174     | Київ, ВДНГ. Розрізаний на початку 1990-х.                                                                         |
|            | Ан-2                                       | СССР-91787     | Київ, ВДНГ. Розрізаний на початку 1990-х.                                                                         |
|            | Ан-14М (прототип Ан-28)                    | СССР-19681     | Київ, ВДНГ. Розрізаний на початку 1990-х.                                                                         |
|            | Ан-12                                      | СССР-11367     | Северодонецьк. Розрізаний на початку 1990-х.                                                                      |
|            | Іл-14                                      | н/д            | Вінниця, внутрішній двір Будинку Офіцерів. Розрізаний у 1991 році.                                                |
|            | Ту-104А                                    | СССР-42455     | Вінниця, біля центрального автовокзала, вул. Київська. Розрізаний у 1991 році.                                    |
|            | Ан-24                                      | СССР-46281     | Вінниця, біля прохідної авіаремонтного заводу. Розрізаний у 1993 році.                                            |
|            | Ан-12Б                                     | СССР-04365     | Словʼянськ |
|            | Мі-6 (допрацьований за програмою «Бурлак») | 54             | Харків, учбовий стенд ХВВАІУ. Розрізаний у 2006 році.                                                             |
|            | Іл-14                                      |                | Єнакієве. Розрізаний.                                                                                             |
|            | Ту-124В                                    | СССР-45080     | Новоград-Волинський, міський парк. Підпалений і розрізаний у 2001 році.                                           |
|            | Ан-10                                      | СССР-11138     | Львів, вул. Стрийська. Підпалений і розрізаний у 1988 році.                                                       |
|            | Ан-10                                      | СССР-11143     | Харків, парк ім. 50-річчя СРСР, біля вулиць Харьковських дивізій та Слинько. Підпалений і розрізаний у 1994 році. |
|            | Ан-10                                      | СССР-11168     | Кривий Ріг, парк Гагариіа.                                                                                        |
|            | Ан-10                                      |                | Турбаза ХАЗ «Авіатор», с. Петрівське, Вовчанський район. Спалений и розрізаний у 1994 році.                       |
|            | МіГ-19                                     | 01             | Запоріжжя, на перехресті вулиць Перемоги та пр.Жданова. У 90і замінений на макет, що нагадує літак Ла-11          |
|            | Ту-104Б                                    | СССР-42474     | Дніпро, парк Глоби, встановлений в 1979, в 1987 був підпалений і демонтований                                     |
|            | Ту-104Б                                    | СССР-42469     | Дніпродзержинськ, Лівобережний Парк. Після пожежі наприкінці 80х був демонтований                                 |
|            | Іл-18                                      |                | Запоріжжя, парк на вул. Перемоги. В літаку розміщувався дитячий кинотеатр.                                        |
|            | Ан-12                                      | СССР-11385     | Кременчуг, Ювілейний парк Розрізаний наприкінці 1980-х.                                                           |